# Yūko Satō
Yūko Satō (jap. 佐藤 ゆうこ Satō Yūko; ur. 31 maja 1970) – japońska seiyū i aktorka dubbingowa, znana między innymi jako głos Yoh Asakury w anime Król szamanów.

## Role
- 1997: Pokémon –
  - Hachiro (Marcellus),
  - Sen’ichi (Satchel),
  - Kuni (Edna)
- 1998: Doraemon Comes Back – dziecko
- 2000: Saiyuki – Kami jako dziecko
- 2000: InuYasha –
  - młody chłopiec,
  - asceta
- 2001: Król szamanów – Yoh Asakura
- 2002: Naruto – Akane
- 2002: Mobile Suit Gundam Seed – Juri Wu Nien
- 2003: Doraemon: Ludzie wiatru – Tomujin
- 2005: Eureka Seven – nastoletni Holland Novak
- 2006: Gintama – Oryou
- 2008: Yu-Gi-Oh! 5D’s – Michel